# Peter L. Berger
Pour les articles homonymes, voir Berger (homonymie) et Peter Berger (homonymie).
Peter Ludwig Berger (né le 17 mars 1929 à Vienne en Autriche et mort le 27 juin 2017 à Brookline (Massachusetts)) est un sociologue et théologien américain d'origine autrichienne, se définissant lui-même comme appartenant à la tradition libérale protestante.

## Biographie
Peter L. Berger est le fils de George William Berger et de Jelka Loew. Il immigre aux États-Unis en 1946 et est naturalisé citoyen américain en 1952. Il est marié à Brigitte Kellner le 28 septembre 1959 et a deux garçons, Thomas Ulrich et Michael George.
Berger obtient une licence (B.A., 1949) au Wagner College, avant de faire une maîtrise (M.A., 1950) et un doctorat (Ph.D., 1954) à la New School for Social Research.
Sa carrière de sociologue débute en 1954 à l'université de Georgie à Columbus. Par la suite, il occupera des postes d’enseignant dans plusieurs universités. Il enseigne à l'Evangelic Academy de Bad Boll en Allemagne de 1955 à 1956, puis au Women’s College de l’université de Caroline du Nord (actuellement université de Caroline du Nord à Greensboro) de 1956 à 1958 avant de passer au Hartford Seminary Foundation de Hartford au Connecticut, de 1958 à 1963 ; puis à la New school for Social Research à New York de 1963 à 1970, à l'université Rutgers de 1970 à 1979 et au Boston College de 1979 à 1980. En 1981, il devint professeur à l'université de Boston.
À partir de 1985, il est le directeur l'Institute on Culture, Religion and World Affairs (CURA) de l'université de Boston qu’il a fondé, et professeur de sociologie et de théologie au College of Arts and Sciences and School of Theology.

## Travaux
Les travaux de Peter Berger s'inscrivent dans le courant de la sociologie phénoménologique initiée par le sociologue d'origine autrichienne Alfred Schütz, dont Berger lui-même ainsi que son collègue Thomas Luckmann ont suivi les enseignements. C'est avec ce dernier qu'il écrit The Social Construction of Reality (1966), un ouvrage qui propose une nouvelle approche de la sociologie de la connaissance et qui aura une influence sur le constructivisme dans les sciences sociales.
Son héritage est entaché par ses collaborations rétribuées avec l'industrie du tabac, qu'il estimait victime de la loi et de l'activisme anti-tabac. Dans le chapitre « A Sociological View of the Antismoking Phenomenon » du livre Smoking and Society: Toward a More Balanced Perspective, il décrit le mouvement anti-tabac sous l'angle d'une secte (a “health cult”) dans lequel les médecins sont des “priests”, les hopitaux des “sanctuaries”, et où « toute menace sur la santé est vue comme l'intervention du démon »  (« any threat to health must take on a devilish quality »). Plaçant le débat sur le plan politique, il voit dans les campagnes anti-tabac une insupportable limitation des libertés individuelles et une voie ouverte au totalitarisme. Il prête sa voix et son image pour un film de Philip Morris, et assiste à au moins une réunion de haut niveau de la firme. Selon le sociologue Mark Carrigan, il fait partie d'un vaste mouvement de « marchands de doutes ».

## Principales publications
- Invitation to Sociology : A Humanistic Perspective, 1963
- The Social Construction of Reality : A treatise on the sociology of knowledge, avec Thomas Luckmann, 1966. New York : Doubleday.

traduit en français sous le titre : La construction sociale de la réalité, Paris, Méridiens Klincksieck, 1986
- The Sacred Canopy, 1967
- Rumors of Angels: Modern Society and the Rediscovery of the Supernatural, 1970
- Facing up to Modernity. Excursions in Society, hypotics and Religion, 1934

traduit en français sous le titre : Affrontés à la modernité, Paris, éd. du Centurion, 1980
- The Heretical Imperative, 1979

traduit en français sous le titre : L’impératif hérétique : les possibilités actuelles du discours religieux, Paris, Van Dieren, 2005
- The Capitalist Revolution : Fifty Propositions about Prosperity, Equality, and Liberty, 1986
- Modernity, Pluralism and the Crisis of Meaning, avec Thomas Luckmann, 1995
- Redeeming Laughter: The Comic Dimension of Human Experience, 1997
- The Desecularization of the World: Resurgent Religion and World Politics, avec Jonathan Sacks, David Martin, Tu Weiming, George Weigel, Grace Davie, et Abdullahi A. An-Naim, 1999
- Questions of Faith: A Skeptical Affirmation of Christianity, 2003
- Many Globalizations: Cultural Diversity in the Contemporary World, avec Samuel P. Huntington, 2003